# 1. Klasse Chemnitz 1943/44
Die 1. Klasse Chemnitz 1943/44 war die elfte und letzte Spielzeit der nun 1. Klasse Chemnitz genannten Fußball-Bezirksklasse Chemnitz im Sportgau Sachsen. Sie diente als eine von vier zweitklassigen Spielklassen als Unterbau der Gauliga Sachsen. Die Meister dieser vier Spielklassen qualifizierten sich für eine Aufstiegsrunde, in der zwei Aufsteiger zur Gauliga Sachsen ausgespielt wurden.
Die diesjährige Liga wurde im Gegensatz zu den letzten Jahren nur noch in einer Staffel mit anfangs zwölf teilnehmenden Mannschaften im Rundenturnier mit Hin-und-Rückspiel ausgetragen. Gauligaabsteiger SG OrPo Chemnitz sicherte sich überlegen den Sieg mit neun Punkten Vorsprung vor dem 1. SC Limbach und qualifizierte sich dadurch für die Aufstiegsrunde zur Gauliga Sachsen 1944/45. Hinter dem Militär SV Borna wurden die Chemnitzer Zweiter und stiegen somit wieder in die Erstklassigkeit auf. Später wurde eine Erweiterung der kommenden Gauligaspielzeit beschlossen, so dass außer den Sportfreunden Harthau und den während der Spielzeit zurückgezogenen Mannschaften alle an der diesjährigen 1. Klasse teilnehmenden Mannschaften in die Gauliga aufgenommen wurden. Die 1. Klasse Chemnitz wurde aufgelöst und die Kreisklassen fungierten 1944/45 als zweite Spielklasse.

## Abschlusstabelle
| Pl. | Verein                 | Sp. | S  | U | N  | Tore    | Quote | Punkte |
| --- | ---------------------- | --- | -- | - | -- | ------- | ----- | ------ |
| 1.  | SG OrPo Chemnitz (A)   | 18  | 17 | 1 | 0  | 157:250 | 6,28  | 35:10  |
| 2.  | 1. SC Limbach          | 18  | 13 | 0 | 5  | 074:420 | 1,76  | 26:10  |
| 3.  | SV 01 Chemnitz         | 18  | 9  | 3 | 6  | 060:540 | 1,11  | 21:15  |
| 4.  | TV Erfenschlag (N)     | 18  | 10 | 1 | 7  | 056:540 | 1,04  | 21:15  |
| 5.  | FC Preussen Chemnitz   | 18  | 8  | 2 | 8  | 045:590 | 0,76  | 18:18  |
| 6.  | SV Grüna 12            | 18  | 7  | 1 | 10 | 058:580 | 1,00  | 15:21  |
| 7.  | KSG Mittweida a        | 18  | 7  | 0 | 11 | 027:740 | 0,36  | 14:22  |
| 8.  | Germania Schönau       | 18  | 6  | 1 | 11 | 033:650 | 0,51  | 13:23  |
| 9.  | Viktoria 03 Einsiedel  | 18  | 4  | 1 | 13 | 041:910 | 0,45  | 09:27  |
| 10. | Sportfreunde Harthau   | 18  | 4  | 0 | 14 | 043:720 | 0,60  | 08:28  |
| 11. | TSG Mittweida a        | 0   | 0  | 0 | 0  | 000:000 | 1,00  | 0:0    |
| 12. | Post-SG Chemnitz b (M) | 0   | 0  | 0 | 0  | 000:000 | 1,00  | 0:0    |

| (A) | Absteiger aus der Gauliga     |
| (M) | Vorjahresmeister              |
| (N) | Aufsteiger aus den 2. Klassen |